# Saison 1 de Ghost Whisperer
Chronologie
Saison 2
Cet article présente le guide des épisodes de la première saison de la série télévisée américaine Ghost Whisperer.

## Distribution de la saison

### Acteurs principaux
- Jennifer Love Hewitt (VF : Sophie Arthuys) : Melinda Gordon
- David Conrad (VF : Alexis Victor) : Jim Clancy
- Aisha Tyler (VF : Julie Dumas) : Andrea Moreno

### Acteurs récurrents et invités
- June Squibb (VF : Paule Emanuele) : Grand-Mère Mary Ann (épisodes 1, 3, 15 et 20)
- Wentworth Miller  (VF : Christophe Lemoine) : le sergent Paul Adams (épisode 1)
- Balthazar Getty (VF : Vincent Ropion) : Michael Adams (épisode 1)
- Christine Baranski : Faith Clancy (épisodes 2 et 9)
- David Eigenberg (VF : Cyrille Monge) : Hank Dale (épisode 2)
- Paula Cale : Candace Dale (épisode 2)
- Tom Irwin (VF : Gabriel Le Doze) : Steve Harper (épisode 3)
- Kim Miyori (en)  (VF : Maïté Monceau) : Dr Keiko Tanaka (épisode 3)
- Mel Rodriguez (VF : Jean-Claude Donda) : Owen (épisode 3)
- Sean Maher : Connor Donovan (épisode 4)
- Michelle Nolden (VF : Véronique Desmadryl) : Gwen Alexander (épisode 4)
- Joey Slotnick (VF : Daniel Lafourcade) : Cliff Aimes (épisode 4)
- John Patrick Amedori (VF : Emmanuel Garijo) : Jason Shields (épisode 6)
- Wendy Phillips : Diane Shields (épisodes 6 et 20)
- Christian Camargo : Brad Paulson (épisode 7)
- Eugene Byrd (VF : Lucien Jean-Baptiste) : Derrick Lee (épisode 7)
- Robert LaSardo (VF : José Luccioni) : Julian Borgia (épisodes 7 et 8)
- Malcolm Barrett (VF : Lucien Jean-Baptiste) : Dr Jules Huffman (épisode 9)
- Ashton Holmes (VF : Alexis Tomassian) : Kirk Jensen (épisode 9)
- John M. Jackson : Miles Jensen (épisode 9)
- Dan Lauria (VF : Marc Alfos) : Ellis Conway (épisode 9)
- Shiek Mahmud-Bey (VF : Gilles Morvan) : Officier Billy Clark (épisode 9)
- Jay Harrington (VF : Xavier Fagnon) : Mark Powell (épisode 10)
- Laura Regan (VF : Marie-Eugénie Maréchal) : Séréna Hillard (épisode 10)
- Sonia Braga : Estella de la Costa (épisode 11)
- Nicholas Gonzalez (VF : Adrien Antoine) : Teo de la Costa (épisode 11)
- Jed Rees (en) (VF : Christophe Lemoine) : Marty Golden (épisode 12)
- Katey Sagal : Francine Lewis (épisode 12)
- Elaine Hendrix (VF : Magali Barney) : Sandra Holloway (épisode 12)
- Jonathan Banks (VF : Jean-Claude Balard)  : Lyle Chase (épisode 13)
- Laura Marano : Audrey (épisode 13)
- Liam Waite (VF : Cédric Dumond) : Clete Youngblood (épisode 14)
- Scott Paulin (VF : Guy Chapellier) : Alan Rowe (épisode 14)
- Abigail Breslin : Sarah Applewhite (épisode 15)
- Brett Cullen (VF : Hervé Bellon) : Jack Applewhite (épisode 15)
- Josh Daugherty (VF : Philippe Bozo) : Dr Bob Norris (épisode 16)
- Matt Keeslar (VF : David Krüger) : Dennis McMartin (épisode 16)
- Stephen Tobolowsky (VF : Gabriel Le Doze) : Dr Edward (épisode 16)
- Lori Loughlin : Christine Green (épisode 17)
- Justina Machado : Suzanne (épisode 17)
- Jonathan Firth (VF : Bruno Choël) : Edward Pierce (épisode 18)
- Giancarlo Esposito (VF : Lionel Henry (acteur)) : Ely Fisher (épisode 19)
- Noah Gray-Cabey (VF : Kévin Sommier) : Jamel Fisher (épisode 19)
- Khalil Kain (VF : Lucien Jean-Baptiste) : Randall Fisher (épisode 19)
- Aaron Paul (VF : Emmanuel Karsen) : Link Hofstadter (épisode 19)
- Vanessa Lengies (VF : Dorothée Pousséo) : Caitlin Emerson (épisode 20)
- Duane Martin (VF : Serge Faliu) : Ashton Belluso (épisode 20)
- Jon Seda : John Gregory (épisodes 21 et 22)
- Henry Czerny (VF : Guy Chapellier) : Matthew Mallinson (épisode 22)
- Mark Thompson (VF : José Luccioni) : le présentateur télé (épisode 22)
- David Ramsey (VF : Axel Kiener) : Will Bennett (épisodes 3 et 22)
- Dondre Whitfield (en) (VF : Serge Faliu) : Mitch Moreno (épisodes 6 et 22)
- Anne Archer (VF : Annie Le Youdec) : Beth Gordon (épisodes 15 et 20)

## Épisodes

### Épisode 1:Trente ans d'errance
- États-Unis /  Canada : 23 septembre 2005 sur CBS / CTV[1]
- Québec : 23 août 2006 sur Ztélé
- France : 5 septembre 2006 sur TF6
- Suisse : 22 octobre 2006 sur TSR1
- Belgique : 13 décembre 2006 sur Plug RTL

- June Squibb (Grand-mère de Melinda)
- John Eric Bentley (Aumônier)
- Diane Dorsey (Femme dans le magasin)
- Grace Fulton (Mélinda jeune)
- Balthazar Getty (Michael Adams)
- Jody Hart (Garde d'Honneur)
- Jeffrey Hutchinson (père présent aux funérailles)
- Eddie Jones (Vieux Monsieur)
- William Marquez (Vieil Hispanique)
- Allison McDonell (Vera Adams)
- Wentworth Miller (Sgt. Paul Adams)
- Jon Polito (Joe Grimaldi)
- Brady Rubin (Widow)
- Rodney Scott (Dan Clancy)
- Deborah Strang (Femme Mince)

Note détaillée : Sur le mémorial de Grandview, on peut voir que le Sgt. Paul Adams a disparu en juin 1972 . Or,  Wentworth Miller , l’acteur qui incarne le Sgt. Paul Adams, est né le 2 juin 1972.

### Épisode 2:J'aurai toujours six ans
- États-Unis : 30 septembre 2005 sur CBS
- France : 5 septembre 2006 sur TF6

- Christine Baranski (Faith Clancy)
- Paula Cale (Candace Dale)
- Joseph Castanon (Kenny)
- Jordan Dang (Dylan)
- James DuMont (Steve Pinkus)
- David Eigenberg (Hank Dale)
- Jennifer Tung (Sharon)
- Pamela Wilson (Judy)

### Épisode 3:Deux Âmes sœurs
- États-Unis : 7 octobre 2005 sur CBS
- France : 12 septembre 2006 sur TF6

- June Squibb (Grand-mère de Melinda)
- Jessica Collins (Zoe/Natalie Harper)
- Tom Irwin (Steve Harper)
- Kim Miyori (Dr Keiko Tanaka)
- Stephanie Nash (Barbara Harper)
- David Ramsey (Will Bennett)
- Mel Rodriguez (Owen)
- K.T. Thangavelu (Infirmière Joan)
- Nate Torrence (Serveur)
- Robert Towers (Type avec des cheveux en bataille)
- A. J. Trauth (Tom)

### Épisode 4:Un second souffle
- États-Unis /  Canada : 14 octobre 2005 sur CBS / CTV
- France : 12 septembre 2006 sur TF6

- États-Unis : 9,99 millions de téléspectateurs[5] (première diffusion)
- Canada : 1,304 million de téléspectateurs[6] (première diffusion)

- Garry Guerrier (Dave)
- Patricia Herd (Madge)
- Sarah Hunley (Infirmière âgée)
- Paul Kent (Patient)
- Sean Maher (Conor Donovan)
- Karen Maruyama (Heather)
- Michelle Nolden (Gwen Alexander)
- Pamela Roylance (Lucy)
- Joey Slotnick (Cliff Aimes)

### Épisode 5:Les Garçons perdus
- États-Unis : 21 octobre 2005 sur CBS
- France : 19 septembre 2006 sur TF6

- Terrence Hardy (Marty)
- Lorenzo Henrie (Rat)
- Rance Howard (Dirk Abrams)
- Max Jansen Weinstein (Vic)
- Zach Mills (Ernie)
- James Patrick Stuart (Lew Peterson)
- Bruce Weitz (Tobias Northrop)

### Épisode 6:Retrouvailles post-mortem
- États-Unis : 28 octobre 2005 sur CBS
- France : 19 septembre 2006 sur TF6

- John Patrick Amedori (Jason Shields)
- Jeanette Brox (Sybil Vale)
- Charles Chun (Dr Dennis Nakamura)
- Graham Miller (Homme)
- Wendy Phillips (Diane Shields)
- Sloan Robinson (Sarah)
- Katy Selverstone (Fran Vale)
- Dondré T. Whitfield (Mitch Marino)

### Épisode 7:Le Dernier Soupir
- États-Unis : 4 novembre 2005 sur CBS
- France : 26 septembre 2006 sur TF6

- Eugene Byrd (Derrik Lee)
- Christian Camargo (Brad Paulson)
- Richard Herd (Matthew Devine)
- Dariush Kashani (Bobby Tooch)
- Robert LaSardo (Homme Tatoué/Victime d'un accident)
- Erica Leerhsen (Hope Paulson)
- Paul Leyden (Anthony de Angelo)
- Karen Maruyama (Infirmière Heather)
- Jenny O'Hara (Margaret Devine)
- Nate Torrence (Serveur)

### Épisode 8:L'Impossible pardon
- États-Unis /  Canada : 11 novembre 2005 sur CBS / CTV
- France : 26 septembre 2006 sur TF6

- États-Unis : 11,41 millions de téléspectateurs[10] (première diffusion)
- Canada : 1,22 million de téléspectateurs[11] (première diffusion)

- Dariush Kashani (Bobby Tooch)
- Angela Alvarado Rosa (Rachel)
- Georgann Johnson (Mme Farrell)
- Robert LaSardo (Julian Borgia)
- Juan Villareal Jr. (Joseph)
- Estella Warren (Alexia (Lexi) Forgarty)
- Jr Villarreal (Joseph Borgia)
- Patrick Gorman (Monsieur agé)
- Shannon Welles (Vieille femme fantôme)
- John Colton (Père de Jim)
- Patricia Martinez (Lily)
- Whitney Anderson (Paige)

### Épisode 9:Voix blanches
- États-Unis /  Canada : 18 novembre 2005 sur CBS / CTV
- France : 2 octobre 2006 sur TF6

- États-Unis : 12,05 millions de téléspectateurs[12] (première diffusion)
- Canada : 1,332 million de téléspectateurs[13] (première diffusion)

- Christine Baranski (Faith Clancy)
- Malcolm Barrett (Dr Jules Huffman)
- Colleen Flynn (Lacy Jensen)
- Ashton Holmes (Kirk Jensen)
- John M. Jackson (Miles Jensen)
- Dan Lauria (Ellis Conway)
- Shiek Mahmud-Bey (Officier Clark)
- Charles Van Eman (Amant de Lacy)

### Épisode 10:L'Ombre de l'autre
- États-Unis : 25 novembre 2005 sur CBS
- France : 2 octobre 2006 sur TF6

- Jay Harrington (Mark Powell)
- David Lipper (Josh)
- Albert Malafronte (Frank Hilliard)
- Belinda Montgomery (Ursula Hilliard)
- Susan May Pratt (Lisa Brody)
- Laura Regan (Serena Hilliard)
- Judi Barton (cliente)
- Gillian Iliana Waters (Blonde élégante)
- Kat Sawyer (Femme ministre)

### Épisode 11:Le Dernier Combat
- États-Unis : 9 décembre 2005 sur CBS
- France : 10 octobre 2006 sur TF6

- Sonia Braga (Estella de la Costa)
- Nicholas Gonzalez (Teo de la Costa)
- Julio Oscar Mechoso (Gilbert de la Costa)
- Peter Onorati (Anthony Majors)
- Ashley West Leonard (Olivia)

### Épisode 12:À mourir de rire
- États-Unis : 16 décembre 2005 sur CBS
- France : 10 octobre 2006 sur TF6

- Matt Champagne (Bob Mittleman)
- Mo Gaffney (Laine Fairfax)
- Elaine Hendrix (Sandra Holloway)
- Steve Landesberg (Stan Rosenfeld)
- Dominique Purdy (Bryce Avalon)
- Jed Rees (Marty Golden)
- Katey Sagal (Francie Lewis)
- Reginald VelJohnson (Danny Small)

### Épisode 13:Pour Stacy
- États-Unis /  Canada : 6 janvier 2006 sur CBS / CTV
- France : 17 octobre 2006 sur TF6

- États-Unis : 11,31 millions de téléspectateurs[17] (première diffusion)
- Canada : 1,163 million de téléspectateurs[18] (première diffusion)

- Granville Ames (M. Pappaso)
- Jonathan Banks (Lyle Chase)
- Jordon Dang (Dylan)
- David Graham (Todd Jeune)
- Mackenzie Hannigan (Miles)
- Dariush Kashani (Bobby Tooch)
- Laura Marano (Audrey)
- Ross McCall (Todd Darger)
- Dominique Swain (Stacy Chase)
- Shelby Young (Stacy Jeune)

### Épisode 14:Autoportrait
- États-Unis : 13 janvier 2006 sur CBS
- France : 17 octobre 2006 sur TF6

- Clint Carmichael (Le Mari)
- Lauri Johnson (Brenda Reese)
- Dariush Kashani (Bobby Tooch)
- Kristen Kaveney (Leslie Jeune)
- Jennifer Ann Massey (Femme Blonde)
- Scott Paulin (Alan Rowe)
- Greta Sesheta (Compagne de chambre de Brenda)
- Saige Thompson (Leslie Youngblood)
- Cory Tyler (Kevin Roseman)
- Liam Waite (Clete Youngblood)
- Drew Wicks (Serveur)

### Épisode 15:Premier Fantôme
- États-Unis /  Canada : 27 janvier 2006 sur CBS / CTV
- France : 24 octobre 2006 sur TF6

- États-Unis : 11,62 millions de téléspectateurs[20] (première diffusion)
- Canada : 1,266 million de téléspectateurs[21] (première diffusion)

- June Squibb (Grand-mère de Melinda)
- Anne Archer (Beth Gordon)
- Abigail Breslin (Sarah Applewhite)
- Brett Cullen (Jack Applewhite)
- Ann Cusack (Grace Dowling)
- Tom Everett (Principal Corbett)
- Grace Fulton (Melinda Jeune)
- Debbi Morgan (Mme Reilly)
- Jordon Dang (Dylan)
- Mackenzie Hannigan (Miles)
- Jill Jacobson (Cliente)

### Épisode 16:Entre la vie et la mort
- États-Unis : 3 février 2006 sur CBS
- France : 24 octobre 2006 sur TF6

- Josh Daugherty (Dr Bob Norris)
- Cara DeLizia (Libby Grant)
- John Troy Donovan (Pompiste)
- Michael Fairman (Le Père de Dennis)
- Matt Keeslar (Dennis Mcloughlin)
- Ernie Lively (Ranger Neher)
- Chris Neville (Charlie McMartin)
- Kymberly Newberry (Lisa)
- George Russo (Homme Décoiffé)
- Stephen Tobolowsky (Dr Edward)

### Épisode 17:Le Petit Démon
- États-Unis : 3 mars 2006 sur CBS
- France : 31 octobre 2006 sur TF6

- Amy Aquino (Georgina)
- David Dorfman (Daniel Greene)
- Hector Hank (Greg)
- Lori Loughlin (Christine Greene)
- Justina Machado (Suzanne)
- Scott Allen Rinker (Reggie)

### Épisode 18:La Dernière Illusion
- États-Unis /  Canada : 10 mars 2006 sur CBS / CTV
- France : 31 octobre 2006 sur TF6

- États-Unis : 10,34 millions de téléspectateurs[24] (première diffusion)
- Canada : 1,353 million de téléspectateurs[25] (première diffusion)

- Jonathan Firth (Edward Pierce)
- Sandriel Frank (Danseur)
- Joseph S. Griffo (Stretch)
- Blair Hickey (Fantôme du Ventriloque/Dummy)
- Dariush Kashani (Bobby Tooch)
- Alicia Lagano (Lilia)
- Fay Masterson (Vera)
- Christy McGinity (Valkyrie)
- Orlando Seale (Ambrose Pierce)
- Ted Shred (Cracheur de Feu)

### Épisode 19:Accès de fureur
- États-Unis : 31 mars 2006 sur CBS
- France : 7 novembre 2006 sur TF6

- Preston Davis (Adolescent)
- Femi Emiola (Rachel Fisher)
- Giancarlo Esposito (Ely Fisher)
- Noah Gray-Cabey (Jamel Fisher)
- Ken Howard (Juge Merrick)
- Joe Howard (Clive Slade)
- Sarah Hunley (Infirmière)
- Khalil Kain (Randall Fisher)
- Neal Matarazzo (Mike Slade)
- Aaron Paul (Link)

### Épisode 20:Un monde sans esprit
- États-Unis : 7 avril 2006 sur CBS
- France : 7 novembre 2006 sur TF6

- June Squibb (Grand-mère de Melinda)
- Anne Archer (Beth Gordon)
- Van Epperson (M.. Keeler)
- Dale Gibson (Fantôme du Ranch)
- Dave Hanson (Gary)
- Jeffrey Hutchinson (Fantôme sur la route)
- Vanessa Lengies (Caitlin Emerson)
- Duane Martin (Ashton Belluso)
- Chris Olivero (Brian Fordyce)
- Jimmy Palumbo (Fantôme)
- Wayne Péré (Dr Epstein)
- Wendy Phillips (Diane Shields)
- Poetri (M.C.)
- Scott Allen Rinker (Reggie)
- Daniel Roebuck (Adam Emerson)
- Joe Wandell (Ambulancier)

### Épisode 21:En chute libre
- États-Unis : 28 avril 2006 sur CBS
- France : 13 novembre 2006 sur TF6

- États-Unis : 10 millions de téléspectateurs[28] (première diffusion)
- France : 4 millions de téléspectateurs[29]

- Rachel Cannon (Amy Fields)
- Chris Ellis (Fantôme du Pilote)
- Tim Guinee (Charlie Filbert)
- Nick Jameson (Conducteur)
- Eric Lange (Conducteur)
- Julie Michaels (Barrista)
- Jon Seda (John Gregory)
- Randall Peede (Bill)

### Épisode 22:L’Élue
- États-Unis /  Canada : 5 mai 2006 sur CBS / CTV
- France : 13 novembre 2006 sur TF6

- États-Unis : 11,06 millions de téléspectateurs[30] (première diffusion)
- Canada : 1,327 million de téléspectateurs[31] (première diffusion)
- France : 4 millions de téléspectateurs[29]

- Rachel Cannon (Amy Fields)
- Kyle Chavarria (Kristen Filbert)
- Henry Czerny (Matthew Mallinson)
- Chris Ellis (Fantôme du Pilote)
- Tim Guinee (Charlie Filbert)
- Graham Miller (Gardien des Esprits)
- David Ramsey (Will)
- Scott Allen Rinker (Reggie)
- Jon Seda (John Gregory)
- Allison Smith (Lisa Filbert)
- Mark Thompson (Présentateur télé)
- John Walcutt (Wide Brim)
- Dondre Whitfield (Mitch)